# Mercat majorista de marisc de Huanan
El Mercat majorista de marisc de Huanan (xinès tradicional: 武漢華南海鮮批發市場, xinès simplificat: 武汉华南海鲜批发市场, pinyin: Wǔhàn huánán hǎixiān pīfā shìchǎng) fou un mercat mullat de la ciutat de Wuhan, a la província de Hubei (República Popular Xina).
Estava situat en el districte urbà de Jianghan, en l'encreuament de l'avinguda de Desenvolupament de Hankou i la plaça de Xinhua, a prop de l'estació de tren de Hankou. Era el major mercat majorista de mariscos de la regió de la Xina Central Meridional. L'àrea total de construcció del mercat era de 50 000 metres quadrats, amb una suma d'inversió de gairebé 50 milions de iuans i posseeix més de 1000 llocs operatius.
És conegut internacionalment per ser el possible lloc d'origen del primer brot de COVID-19, causant de la pandèmia per coronavirus. L'1 de gener de 2020 va ser tancat després que les autoritats sanitàries xineses informessin que un grup de persones, que tenien en comú la seva relació amb el mercat, havia contret la nova malaltia al desembre de 2019.

## Historial d'incidents i crítiques anteriors al tancament

### Baixa qualitat per monopoli
A mitjan juliol de 2007, alguns operadors van informar que l'Associació de Gambetes del Mercat Majorista de Mariscos del Sud de la Xina en tenia el monopoli. Es diu que l'associació de la indústria de la gambeta estipula que cada llar informa la quantitat requerida a l'Associació de Gambetes tots els dies, i l'Associació de Gambetes n'organitza el subministrament i en garanteix la qualitat. Les llars de la gambeta han de comprar els productes el mateix dia i pagar la factura l'endemà. I van obligar els comerciants a unir-se a l'Associació de Gambetes. Com a resultat, la qualitat de les gambetes s'ha deteriorat, els preus han augmentat i el funcionament normal d'alguns hotels locals s'ha vist afectat. Des de llavors, diversos departaments han rebut queixes dels ciutadans. La branca industrial i comercial de Wuhan Jianghan ha participat en la recerca.
A finals de 2009 a 2010, alguns ciutadans van informar que la carn de porc comprada al Mercat de Mariscos del Sud de la Xina en l'escorxador Tongkou Changsheng no podia vendre's al Mercat de Mariscos del Sud de la Xina. La gent va sortir a realitzar protestes, fins i tot amenaçant amb ganivets i pals. El periodista va entrevistar a l'oficina de gestió del Grup capdavanter per al sacrifici de bestiar en Wuhan. La persona encarregada de l'oficina va expressar referint-se al problema «això és realment un monopoli».

### Seguretat i vida silvestre
El 5 d'agost de 2009, es va produir un incendi al mercat, i moltes tendes que comerciaven productes secs van sofrir greus pèrdues. L'incendi va ser causat per una operació de soldadura elèctrica realitzada de forma descurada per un dels comerciants durant la renovació. El 29 de novembre del mateix any, una tenda es va incendiar, i el personal del lloc va haver de sortir fugint saltant per les finestres. Una de les dones que escapava va sofrir una fractura vertebral en la columna lumbar.
El 30 de juliol de 2013, els mitjans van informar que milers de gambetes mortes eren servides en llocs de menjar d'alguns restaurants tots els dies dins del mercat.
L'11 de setembre de 2017, durant el mostreig i monitoreig de productes aquàtics frescos a l'enllaç d'operació organitzat per l'Administració Estatal d'Aliments i Medicaments, es van detectar 66 lots de mostres no qualificades per al consum humà per la seva condició de protecció, entre elles, dos peixos d'una espècie protegida al Mercat Majorista de Mariscos del Sud de la Xina.
El 27 de juny de 2019, la secció de queixes del Diari del Poble mostrava missatges de ciutadans queixant-se que el Mercat Majorista de Mariscos del Sud de la Xina de Wuhan estava brut i desordenat, però no van tenir resposta. En el matí del 25 de setembre de 2019, els diversos departaments de Wuhan van llançar conjuntament una inspecció especial del mercat de negocis de vida silvestre. Els agents de la llei van revisar els documents d'aprovació i les llicències comercials de les llicències de negocis de vida silvestre de gairebé vuit comerciants d'un en un. Està estrictament prohibit operar vida silvestre no aprovada. La persona a càrrec del Mercat de Mariscos del Sud de la Xina va declarar:
| « | Augmentarem la inspecció dels certificats de compra dels comerciants, i un cop es descobreixin les operacions comercials il·legals, s'informàrà a les agències policials el més aviat possible i es desembarassarà el mercat. | » |

### Brots de malalties
El 7 d'abril de 2013, afectat per l'epidèmia de la Influenzavirus A subtipus H7N9, es va demanar als dirigents del mercat que comprimissin el comerç i l'enviament de productes comestibles al més aviat possible, però el mercat no va fer cas a les peticions.

## Brot de COVID-19
El 31 de desembre de 2019 la Comissió Municipal de Salut i Sanitat de Wuhan va reportar l'existència de 27 pacients amb una pneumònia provocada per una malaltia desconeguda a la ciutat de Wuhan. Aquest grup de pacients havia començat a desenvolupar els primers símptomes el 8 de desembre i tenien en comú la seva relació amb el Mercat Majorista de Mariscos del Sud de la Xina de Wuhan. El mercat va ser tancat l'1 de gener de 2020 per sanejament i desinfecció ambiental.
L'1 de gener es va constatar que el nivell de salubritat del lloc era pèssim, degut als cadàvers i sobres d'animals que abundaven per onsevulla.
El 7 de gener les autoritats sanitàries xineses van anunciar que havien identificat la causa del brot en un nou virus de la família Coronaviridae al que es va denominar SARS-CoV-2. Basant-se en els resultats de les recerques dutes a terme per les autoritats xineses, l'Organització Mundial de la Salut (OMS) va declarar en un informe del 12 de gener que «Hi ha proves bastant concloents que el brot es va originar per exposicions en un mercat de peixos i mariscos de la ciutat de Wuhan».